# Wapen van Opperdoes

Het wapen van Opperdoes

Het wapen van Opperdoes werd op 22 oktober 1817 per besluit van de Hoge Raad van Adel aan de op 1 mei dat jaar ontstane Noord-Hollandse gemeente Opperdoes toegekend. Het wapen bleef in gebruik tot 1 januari 1979, toen de gemeente Opperdoes opging in de fusiegemeente Noorder-Koggenland.

## Blazoenering
De blazoenering van het wapen luidt als volgt:
Van goud, beladen met 3 koornairen, staande op een terras, alles van lazuur.
Het wapen is goud van kleur met daarop een geheel blauwe voorstelling. De voorstelling bestaat uit drie korenaren staande op een ondergrond.

## Symboliek
De herkomst van het wapen is niet helemaal bekend. Omdat het om een agrarische voorstelling gaat, kan daar de herkomst in gezocht worden. Sierksma is hier echter juist heel stellig in, volgens hem moet het wapen herinneren aan de vroegere graanteelt. Vergelijkbare wapens zijn die van onder andere Twisk en Wervershoof.

## Vergelijkbare wapens

Het wapen van Twisk
Het wapen van Wervershoof

Abbekerk
· Akersloot
· Andijk
· Ankeveen
· Anna Paulowna
· Assendelft
· Avenhorn
· Barsingerhorn
· Beemster
· Beets
· Bennebroek
· Berkenrode
· Berkhout
· Bijlmermeer
· Blokker
· Bovenkarspel
· Broek in Waterland
· Broek op Langedijk
· Buiksloot
· Bussum
· Callantsoog
· De Rijp
· Egmond
· Egmond aan Zee
· Egmond-Binnen
· Graft
·  Graft-De Rijp
· 's-Graveland
· Groet
· Grootebroek
· Grosthuizen
· Haarlemmerliede
· Haarlemmerliede en Spaarnwoude
· Harenkarspel
· Heerhugowaard
· Hensbroek
· Hoogkarspel
· Hoogwoud
· Ilpendam
· Jisp
· Kalslagen
· Katwoude
· Koedijk
· Koog aan de Zaan
· Kortenhoef
· Krommenie
· Kwadijk
· Langedijk
· Leimuiden
· Limmen
· Marken
· Middelie
· Midwoud
· Monnickendam
· Muiden
· Naarden
· Nederhorst den Berg
· Nibbixwoud
· Niedorp
· Nieuwe Niedorp
· Nieuwendam
· Nieuwer-Amstel
· Noord-Scharwoude
· Noorder-Koggenland
· Obdam
· Oosthuizen
· Opperdoes
· Oterleek
· Oude Niedorp
· Oudendijk
· Oudkarspel
· Oudorp
· Petten
· Ransdorp
· Schardam
· Scharwoude
· Schellingwoude
· Schellinkhout
· Schermer
· Schermerhorn
· Schoorl
· Schoten
· Sijbekarspel
· Sint Maarten
· Sint Pancras
· Sloten
· Spaarndam
· Spaarnwoude
· Spanbroek
· Twisk
· Urk
· Ursem
· Veenhuizen
· Venhuizen
· Warder
· Warmenhuizen
· Waverveen
· Weesp
· Weesperkarspel
· Wervershoof
· Wester-Koggenland
· Westwoud
· Westzaan
· Wieringen
· Wieringermeer
· Wieringerwaard
· Wijdenes
. Wijdewormer
. Wijk aan Zee en Duin
· Wimmenum
· Winkel
· Wognum
· Wormer
· Wormerveer
· Zaandam
· Zaandijk
· Zeevang
· Zijpe
· Zuid-Scharwoude
· Zuid- en Noord-Schermer
· Zwaag

Dorpswapens:
Hauwert
· Volendam
· Zwaagdijk-West